# Jacques Blondeau

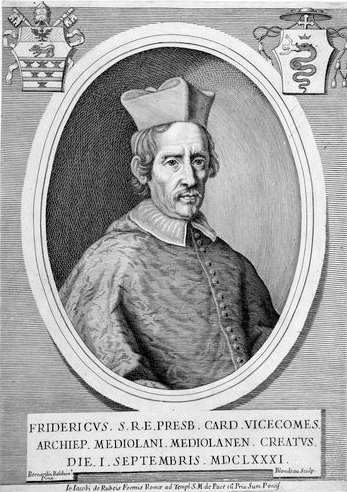
Ritratto del cardinale Federico Visconti, 1681

Jacques Blondeau (varianti del nome: Jacomo Blondel, Hansje Blondeau, Jacobus Blondeau, Jean Jacques Blondeau, Jacques Blondel, soprannome: Weyman) (Anversa, 9 maggio 1655 – Roma, 1698) è stato un incisore fiammingo che, dopo essersi formato ad Anversa, lavorò per gran parte della sua vita in Italia.

## Biografia
Fu allievo dell'incisore belga Frederik Bouttats il Giovane. Dopo aver vissuto per qualche tempo a Parigi, nel 1675 si trasferì a Roma, dove continuò a vivere e a lavorare per il resto della vita.
Divenne membro dei Bentvueghels, un'associazione composta per la quasi totalità da artisti olandesi e fiamminghi operanti a Roma. Il suo soprannome all'interno del gruppo era Weyman, cioè "Uomo allodola". Blondeau fu un membro particolarmente attivo nella congregazione e il suo nome ricorre un paio di volte nella storia dei Bentvueghels. Egli lo scrisse con gesso rosso in una nicchia del mausoleo di Santa Costanza, in cui i Bentvueghels erano soliti riunirsi: jacobus Blondeau / alias de weymyn. Il suo nome compare anche in una lista di membri della congregazione presenti alla cerimonia di iniziazione di alcuni nuovi affiliati Abraham Genoels II, François Moens and Pieter Verbrugghen II. La cerimonia in questione è menzionata in uno scritto di Arnold Houbraken.

## Opere

Antonio Mazza - Historiarum epitome de rebus Salernitanis, 1681, ex-libris a pag. 5

Incise numerosi ritratti, tra cui uno di Papa Urbano VIII e di alcuni cardinali.
Fu anche a Firenze, dove realizzò numerose incisioni, con Abraham Bloemaert and François Spierre, dagli affreschi di Pietro da Cortona nel Palazzo Pitti.